# Malveae
Malveae J.Presl, 1826 è una  tribù di angiosperme della famiglia delle Malvacee, sottofamiglia Malvoideae.

## Tassonomia
La tribù comprende i seguenti generi:
- Abutilon Mill.
- Acaulimalva Krapov.
- Akrosida Fryxell & Fuertes
- Alcea L.
- Allosidastrum (Hochr.) Krapov., Fryxell & Bates
- Allowissadula D.M.Bates
- Althaea L.
- Andeimalva J.A.Tate
- Anisodontea C.Presl
- Anoda Cav.
- Asterotrichion Klotzsch
- Bakeridesia Hochr.
- Bastardiastrum (Rose) D.M.Bates
- Batesimalva Fryxell
- Billieturnera Fryxell
- Bordasia Krapov.
- Briquetia Hochr.
- Callianthe Donnell
- Callirhoe Nutt.
- Calyculogygas Krapov.
- Calyptraemalva Krapov.
- Corynabutilon (K.Schum.) Kearney
- Cristaria Cav.
- Dendrosida J.E.Fryxell
- Dirhamphis Krapov.
- Eremalche Greene
- Fryxellia D.M.Bates
- Fuertesimalva Fryxell
- Gaya Kunth
- Gynatrix Alef.
- Herissantia Medik.
- Hochreutinera Krapov.
- Hoheria A.Cunn.
- Horsfordia A.Gray
- Iliamna Greene
- Kearnemalvastrum D.M.Bates
- Kitaibelia Willd.
- Krapovickasia Fryxell
- Lawrencia Hook.
- Lecanophora Speg.
- Malacothamnus Greene
- Malope L.
- Malva Tourn. ex L.
- Malvastrum A.Gray
- Malvella Jaub. & Spach
- Meximalva Fryxell
- Modiola Moench
- Modiolastrum K.Schum.
- Monteiroa Krapov.
- Napaea L.
- Neobaclea Hochr.
- Neobrittonia Hochr.
- Nototriche Turcz.
- Palaua Cav.
- Periptera DC.
- Phymosia Desv.
- Plagianthus J.R.Forst. & G.Forst.
- Pseudabutilon R.E.Fr.
- Rhynchosida Fryxell
- Ripariosida  Weakley & D.B.Poind.
- Robinsonella Rose & Baker f.
- Sida L.
- Sidalcea A.Gray ex Benth.
- Sidasodes A.Gray ex Benth.
- Sidastrum Baker f.
- Sphaeralcea A.St.-Hil.
- Spirabutilon Krapov.
- Tarasa Phil.
- Tetrasida Ulbr.
- Wissadula Medik.